# Apatura hindenburgi
Apatura hindenburgi är en fjärilsart som beskrevs av Mecke 1926. Apatura hindenburgi ingår i släktet Apatura och familjen praktfjärilar. Inga underarter finns listade i Catalogue of Life.